# Circondario di Cloppenburg
Il circondario di Cloppenburg (targa CLP) è un circondario (Landkreis) della Bassa Sassonia, in Germania.
Comprende 3 città e 10 comuni.

Capoluogo e centro maggiore è Cloppenburg.

## Geografia antropica
Il circondario di Cloppenburg comprende 3 città e 10 comuni, non associati in alcuna comunità amministrativa.
Tra parentesi i dati della popolazione al 31 dicembre 2021.

### Città
1. Cloppenburg (comune indipendente) (36 183)
2. Friesoythe (22 612)
3. Löningen (13 592)

### Comuni
1. Barßel (13 301)
2. Bösel (8 550)
3. Cappeln (Oldenburg) (7 358)
4. Emstek (12 351)
5. Essen (Oldenburg) (9 062)
6. Garrel (15 428)
7. Lastrup (7 315)
8. Lindern (Oldenburg) (4 948)
9. Molbergen (9 201)
10. Saterland (14 079)

## Galleria d'immagini

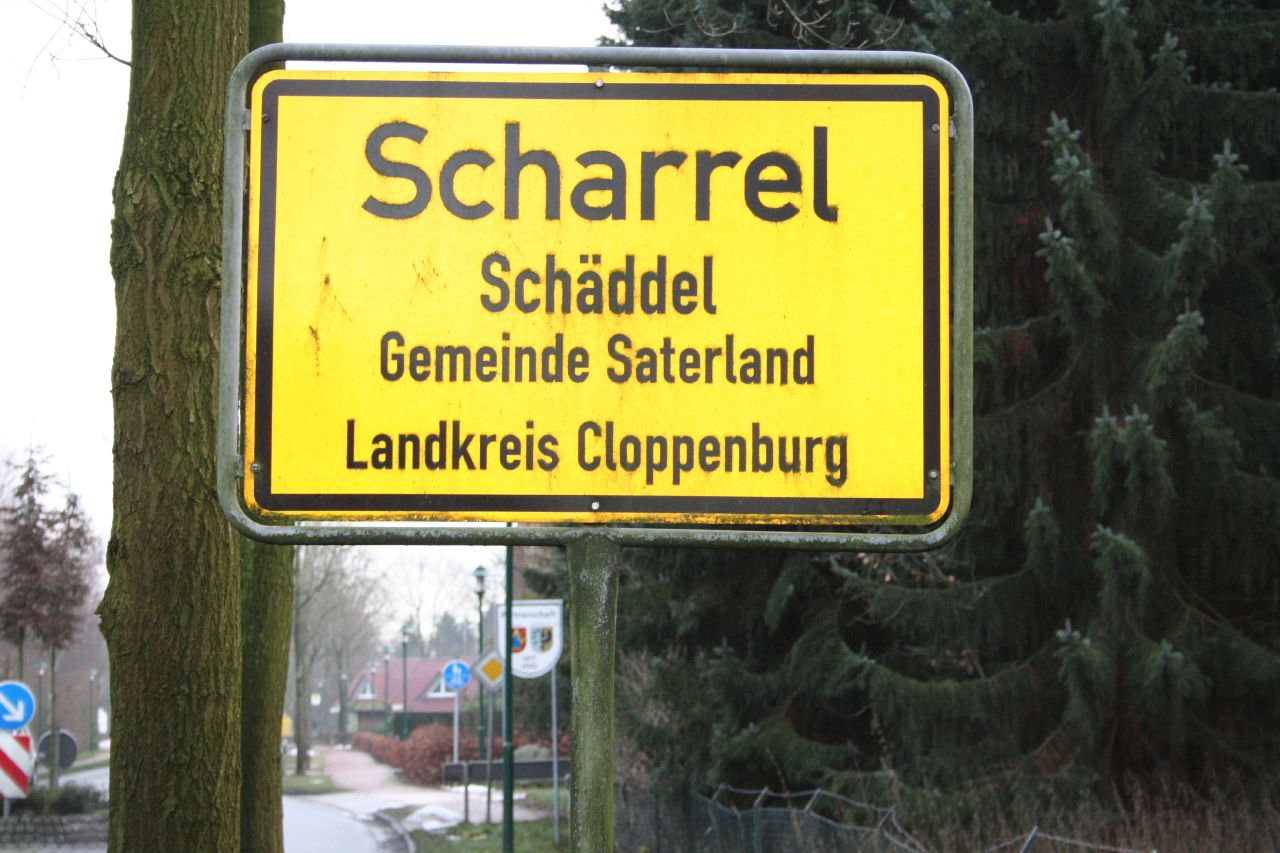
Segnale in Cloppenburg, con il nome del villaggio in tedesco (Scharrel) e frisone (Schäddel)